# Dai Nippon Butoku Kai
Dai Nippon Butoku Kai (大日本武徳会 (Đại Nhật Bản Vũ Đức Hội) "Hiệp hội Đạo đức Võ đường Đại Nhật Bản") là một tổ chức về võ thuật ban đầu được thành lập năm 1895 tại Kyoto. Sau khi kết thúc chiến tranh thế giới thứ hai, DNBK đã thay đổi trạng thái của mình từ tổ chức công sang tổ chức tư nhân. Việc tuyển sinh giảm đáng kể từ hàng triệu môn sinh xuống vài trăm người, nó và mất quyền quản lý tất cả các tổ chức võ thuật ở Nhật Bản. Năm 1946, do có liên quan tới quân đội Nhật Bản trong thời chiến, toà án Đồng minh GHQ đã giải thể DNBK. Trong những năm tiếp theo, hơn 1.300 nhà lãnh đạo và quan chức của DNBK đã bị thanh trừng—bị tẩy chay, mất việc làm và bị cấm đảm nhận bất kỳ vị trí nào của chính phủ. Năm 1953, DNBK đã được tái thành lập với một tầm nhìn triết học mới về bảo tồn những đức tính và truyền thống võ thuật lừng lẫy lâu đời.

## Lịch sử

### Thành lập trường phái ban đầu của quân đội
Cơ sở ban đầu của Dai Nippon Butoku Kai được thành lập với tư cách một tổ chức tư nhân vào năm 1895 ở Kyoto. Vào những năm 1930, một sự chiếm hữu võ thuật có hệ thống của nhà nước được tiến hành, được thúc đẩy trong sự thành công của chiến tranh Nga-Nhật, và trở nên mạnh mẽ hơn vào những năm 1942-1945 trong giai đoạn "quân sự hóa" (sengika) của Nhật Bản. Điều này dẫn đến việc một số lượng "chính sách chưa từng có nhằm mục đích làm cho giáo dục chiến đấu võ thuật hiệu quả và theo tư tưởng phù hợp với chính sách của chính phủ theo chủ nghĩa dân tộc cực đoan" đã được cho phép có hiệu lực. Điều này đã lôi kéo mọi tổ chức về budo dưới sự kiểm soát của nhà nước mà đề xuất của "Hội đồng thảo luận về sức mạnh thể chất quốc gia" do Bộ Y tế và Phúc lợi tài trợ đề nghị một "tổ chức hoàn toàn bao quát bên ngoài chính phủ" được thành lập giữa năm bộ của Kōseishō (Y tế và Phúc lợi), Mombushō (Giáo dục), Rikugunshō (Quân đội), Kaigunshō (Hải quân) và Naimushō (Nội vụ) thúc đẩy budō trong các trường học, các tổ chức cộng đồng và các hội nhóm. Đây là một cách hiệu quả để mở rộng phạm vi tiếp cận và sự rộng rãi trong việc tuyên truyền có hại do chính quyền theo chủ nghĩa dân tộc cực đoan đưa vào cộng đồng, cộng thêm việc cho phép một con đường rõ ràng để truyền bá vào cộng đồng thông qua các chương trình budō; đặc biệt đáng chú ý là những nỗ lực nhắm vào trẻ em và trường học rõ ràng bởi số tiền tài trợ mà nó nhận được, được phân bổ bởi ngân sách quốc gia vào thời điểm đó.
Lời phản hồi có nội dung: 
"Chúng tôi đã đạt được một sự đồng thuận để tái cấu trúc Dai-Nippon Butokukai, một tổ chức xã hội đã đăng ký đã góp phần vào sự tiến bộ của budō trong nhiều năm, và kết hợp nó vào các cơ quan của chính phủ."
 Điều này cho phép tài trợ công được chi cho một dự án lớn hơn trên toàn quốc.
Sau khi kết thúc chiến tranh thế giới thứ hai, Tướng Douglas MacArthur từ Toà án tối cao của quân Đồng Minh đã ban hành một chỉ thị để giải tán bất kỳ tổ chức nào tuyên truyền liên quan đến quân sự hoặc theo chủ nghĩa dân tộc. Việc giải tán được thực hiện theo sắc lệnh "Loại bỏ và loại trừ cá nhân không mong muốn ở văn phòng công", đã đưa ra một chỉ thị thanh trừng trong SCAPIN9 548 (Loại bỏ những nhà dân tộc cực đoan), ghi rõ: "các tổ chức xã hội và cơ sở học viện có tư tưởng theo chủ nghĩa dân tộc cực đoan hoặc có tính xã hội hoá, chính trị hoá, chuyên nghiệp hoá và thương mại hoá quân sự sẽ bị giải tán và cấm hoạt động."
Sắc lệnh này được đi kèm với SCAPIN 550 (Loại bỏ và loại trừ cá nhân không mong muốn ở văn phòng công) tuyên bố rằng: "Những người là những cá nhân tích cực theo chủ nghĩa quân phiệt và chủ nghĩa dân tộc chủ chiến sẽ bị loại bỏ và loại trừ khỏi văn phòng công và ở bất kỳ vị trí nào thuộc trách nhiệm cá nhân công khai hoặc trọng yếu."
Trong một bản ghi nhớ đề xuất với Chánh văn phòng chính phủ, nó cũng tuyên bố:
"Việc giải thể Dai Nippon Butokukai theo lệnh cho Chính phủ Hoàng gia Nhật Bản được khuyến nghị theo quy định của SCAPIN 548 đoạn I-f với lý do đây là một tổ chức 'cung cấp việc đào tạo quân sự hoặc bán quân sự' và dung dưỡng cho 'sự kéo dài của chủ nghĩa quân phiệt' hoặc một tinh thần võ thuật ở Nhật Bản." 

### Tái thành lập DNBK
Năm 1953, tổ chức Dai Nippon Butoku Kai ngày nay, một tổ chức hoàn toàn khác so với nguyên gốc, được thành lập với tầm nhìn triết học mới về bảo tồn các bộ môn võ thuật và truyền thống võ thuật cổ điển có từ lâu đời. Mặc dù nó được công nhận là tổ chức chính thức với chính phủ Nhật Bản vào năm 1953, việc cấp trạng thái này đã bị từ chối cho đến năm 2012, vì nó bị phản đối bởi nhiều tổ chức (như Liên đoàn Kendo Nhật Bản và Liên đoàn Judo Nhật Bản) đã thừa kế các nhiệm vụ và hoạt động của DNBK. Thành viên hiện tại của tổ chức hiện chỉ còn vài nghìn, và nó cũng không có các phòng đào tạo chính thức (butokuden) ở mỗi quận như nguyên gốc. Trong khi nó được chính phủ công nhận là một tổ chức chính thức, tương tự như các tổ chức khác, nó không còn gắn trực tiếp với bất kỳ văn phòng chính phủ nào như Bộ Thể thao hoặc Bộ Giáo dục. Như vậy, tổ chức hiện tại không có danh tiếng, sự tôn trọng và quyền lực giống như ở Nhật Bản như trước đây. DNBK hiện tại vẫn nhằm mục đích phục hồi các nền văn hóa võ thuật cổ điển, hỗ trợ nghiên cứu, hướng dẫn và cung cấp dịch vụ, thúc đẩy hòa bình và hòa hợp và hoà bình quốc tế, và sự tiến bộ lớn hơn của nhân loại thông qua giáo dục về Budo.
Chi nhánh chính thức đầu tiên của tổ chức bên ngoài Nhật Bản được thành lập tại Virginia, Hoa Kỳ vào năm 1985, một đơn vị khác được thành lập ở khu vực bờ đông nước Mỹ.
Năm 1974, DNBK chính thức thành lập Phòng Quốc tế dưới sự lãnh đạo của Richard Kim giám sát tất cả các thành viên quốc tế. Năm 2011, DNBK có đại diện chính thức và điều phối viên tại Canada, Anh, Ý, Bỉ, Bồ Đào Nha, Israel, Hungary, Nga, Đức, Tây Ban Nha, Malta, Pháp, Úc, Rumani, Thụy Sĩ, Armenia, Chile, Thụy Sĩ, Hy Lạp, Gibraltar, Áo và Nepal. Tại Hoa Kỳ, DNBK có văn phòng tại California, Hawaii, khu vực Trung tây Hoa Kỳ, Boston, Arizona và Florida.